# San Emigdio Mountain
Der San Emigdio Mountain ist ein 2283 m (oder auch 2285 m) hoher Berg im Bundesstaat Kalifornien in den Vereinigten Staaten. Er liegt im Kern County etwa 6 km nördlich der Grenze zum Ventura County im Los Padres National Forest.

## Geographie
Der Berg gehört zu den San Emigdio Mountains und damit zu den Transverse Ranges im Südwesten von Kalifornien. Nach dem United States Geological Survey ist er der höchste Berg der San Emigdio Mountains, andere Quellen zählen allerdings weitere und damit auch höhere Berge zu den San Emigdio Mountains. Nordwestlich liegt der Brush Mountain, im Nordosten hinter dem Tal des San Emigdio Creek liegt der Eagle Rest Peak und im Osten der Antimony Peak. Südlich befindet sich in einem Tal der Ort Pine Mountain Club und dahinter im Südwesten der Cerro Noroeste und im Süden der Grouse Mountain, der Sawmill Mountain und der höchste Berg der Region, der Mount Pinos. Die Dominanz beträgt 3,95 km, der Berg ist also die höchste Erhebung im Umkreis von 3,95 km. Er wird überragt von dem östlich liegenden Cerro Noroeste. Der gesamte Berg ist mit lichtem Wald bedeckt.